# Adam de la Halle
Adam de la Halle (ili Adam le Bossu, na hrvatskom Adam Grbavac) (Arras, Pikardija, 1237. – Napulj, 1287.) je bio francuski srednjovjekovni pjesnik (truver) i glazbenik. Jedna od najvećih osobnosti u povijesti glazbe 13. stoljeća. Učio je glazbu u cistercitskoj opatiji Vaucelles, a potom studirao na Sveučilištu u Parizu. Od 1271. bio je putujući glazbenik u službi Roberta II. od Artoisa u Arrasu, a potom od 1283. na dvoru Karla I. Anžuvinskoga u Napulju. Kao književnik sudjelovao je u pjesničkim igrama bratovštine u Arrasu. Satirični realistični komad Igra o sjenici (Le Jeu de la feuillée) te pastoralna komedija Igra o Robinu i Marioni (Le Jeu de Robin et Marion) s pjevanim umetcima scenske su igre koje označuju početak svjetovnog kazališta, a za njih je napisao i glazbu (glazbene pastorale). Autor je mnogobrojnih jednoglasnih i višeglasnih skladbi poput rondoa, balada, moteta, pjesama. Od njegovih skladbi, koje su većim dijelom sačuvane u rukopisnom fragmentu br. 25 566 Nacionale knjižnice Francuske u Parizu, najznačajnija je ona uz vlastiti tekst Igre o Robinu i Marioni. Riječ je o obliku igre spletene od niza pjesama narodnog prizvuka.